# Drago
Drago (рус. Драго; настоящее имя — Владимир Бабаев; род. 29 декабря 1982, Харьков) — рэп- и баттл-исполнитель, автор песен, битмейкер.

## Биография

### Ранние годы
Родился в Харькове в русско-украинской семье. Посещал различные кружки и секции: футбол, кикбоксинг, плавание, рисование. С ранних лет учил английский.
Перед тем, как заняться рэпом, Владимир увлекался брейк-дансом, граффити, был диджеем.

### Музыкальная карьера

#### 1999—2002: Начало, 3-й официальный баттл hip-hop.ru
Свою первую песню на немецком языке записал в 1999 году, затем начал плотно заниматься немецким рэпом: выступал на различных концертах, вечеринках, джэмах, фристайл-битвах. В 2001 год Drago заводит знакомство с участниками новосибирской рэп-группы NTL. В 2002 году записал свою первую русскоязычную песню. Ею стал записанный дуэтом с NTL трек «Вертите задом». На песню был снят видеоклип.
Вскоре Drago принял участие в 3-м официальном баттле hip-hop.ru, по результатам которого победил в финале и занял первое место. В 2004-м артист, получив приглашение от Варчуна из группы Район моей мечты, посещает Чебоксары и участвует в ежегодном хип-хоп-фестивале «Кофемолка», где перед тремя тысячами посетителей жюри единогласно присудило Drago гран-при. После победы на «Кофемолке» следует ряд предложений от ведущих российских рекорд-лейблов. В результате Drago принял предложение лейбла Rap Recordz, где и был выпущен дебютный русскоязычный альбом артиста.
Кроме того, Drago параллельно занимался битбоксингом. Принимал участие в первом чемпионате Германии по битбоксингу в Берлине, позже принимал участие в чемпионате северной Германии, взяв второе место.

#### 2005—2006: «Русский рэп в тылу врага», «Новый русский рэп»
В 2005 выходит первый альбом исполнителя «Русский рэп в тылу врага». Участие приняли St1m, Лион и Lina из группы НеПлагиат.
В 2006 году Drago подписывает контракт с Phlatline и входит в ряды компании, как молодой артист. Компания Phlatline берёт на себя функции менеджмента артиста, занимается его букингом и продвижением.
2 июля 2006 года вышел дебютный микстейп Владимира под названием «Новый русский рэп», изданный дистрибьюторской компанией Стереозвук при содействии лейбла Phlatline. Гостевые куплеты были исполнены такими артистами, как Батишта, Lil’ Loco, Юджин (Новый союз), MC Молодой, San и его группа NTL и группы Fucktory и Was Los. В этом же году был записан неофициальный немецкоязычный мини-альбом Agro EP.
Через некоторое время Drago с подачи Phlatline выступает на ежегодном фестивале Splash! in Russia в рядах других артистов на главной сцене фестиваля в Москве. Через какое-то время Drago и Phlatline заканчивают своё сотрудничество в связи с финансовыми проблемами лейбла.

#### 2007—2010: «Новый русский рэп 2», «Новый русский рэп 3»
27 июля 2007 года группа Centr в составе Slim’а и Птахи написала трек под названием «Про любовь», в котором в отрицательном ключе упоминается Драго и который тот воспринял как дисс. В 2008-м песня исполнялась на концертах группы уже в полном составе.
15 мая 2008 года выходит микстейп «Новый русский рэп 2: Голая правда», участие в котором приняли Новый союз, Dzham, Baby Chil, MjR и Крипл. Как указано в буклете, 8 из 27 песен записаны под авторские минусовки.
Во втором микстейпе содержался ответный дисс на группу Centr под названием «По центру». Вскоре, со слов Драго, посыпались угрозы со стороны Птахи. Позднее, 23 июля 2008 года, Драго опубликовывает видеоответ на высказывания Птахи — ролик «Гэнгста щи 2», в котором содержалось интернет-видео на песню «По центру».
18 февраля 2009 года Владимир выпускает совместный с группой New Union aka Новый союз микстейп под названием «Не было печали», в работе над которым поучаствовали Dzham, Baby Chil и Lil’ Loco. В этом же году выходит микстейп рэп-исполнительницы Exxy под названием Dirty Sexy, в создании которого поучаствовал Drago.
17 мая 2010 года выходит третья часть серии релизов Drago «Новый русский рэп» — микстейп «Новый русский рэп 3: Любимый рэпер твоих любимых рэперов». В создании поучаствовали Lil’ Loco, Fike, группа 7Hills, не считая множества рэп-исполнителей из интро-трека.
В 2012 году приглашён в качестве судьи на интернет-баттле Indarnb III.

#### 2013 — настоящее время
В 2013 году анонсируется альбом нового коллектива Drago — SuperBoyZ, в который помимо него входит Dzham. Некоторое время выходят синглы дуэта, но вскоре работа приостанавливается.
3 октября в онлайн-магазинах iTunes Store и Google Play выходит альбом под названием Eto Silno EP.
В 2014 году принял участие в Versus Battle против Басоты — представителя ЦАО Records и конкретно Птахи. В этом сражении он потерпел поражение со счетом 2:1.
Следующее его выступление на Versus Battle было против поэтессы Марины Кацубы, где опять потерпел поражение (спустя три года Юрий Хованский, который был одним из судей того баттла объявил, что присудил победу Марине Кацубе по ошибке, так как «недостаточно много знал о рэп-индустрии».).
В 2014 году исполнил песню «Казак Бабай».
В 2015 году со счётом 3:0 выиграл у Хайда на FreeWay battle.
В феврале 2017 года выступил на Versus BPM против Млечного, где одержал победу, а в апреле — против MC No Limit, где не было судейства. В августе того же года выступил на кроссовере площадок Versus Battle и на площадке #SLOVOSPB против Юли Kiwi, которую победил со счетом 4:1. В декабре 2017 года вновь выступил на Versus Battle против рэпера D.Masta, где проиграл со счетом 2:1. В апреле 2018 года в сети появилась запись баттла Drago и лондонского грайм-исполнителя Mufasah, прошедшего на Versus BPM, где также не было судейства.

## Сотрудничество
Рэпер за свое время успел записыть совместные треки с группой NTL, с нижегородцами Квазар Музыка, с MC Молодым, DJ Nik-One, DJ Dlee, Батиштой, Fucktory, Крип-а-Крипом, Fike’ом, St1m`ом, 1.Kla$ & Czar из Optik Russia, с киевской группой Новый Союз, с Dzham’ом, Лионом, НеПлагиат и многими другими.
Сотрудничал с немецкоязычными коллегами по музыке — рэперами Baby Chil, Jiggy Jay, с певцом MjR. С Tua, артистом Deluxe Records, диджеем Plattenpapzt с Rowdy Records.
Помимо этого, написал музыку и припев к песне «Man Sagt», Drago со своим напарником по группе Was Los Baby Chil’ом становится молодёжным представителем ООН и лицом Millenium Campaign, нацеленной до 2012 года выполнить ряд обязательств по поднятию уровня жизни в странах третьего мира.
Бабаев в хороших отношениях с рэп-исполнителем Samy Deluxe, в своё время получал респект (похвалу) со сцены от Prinz Pi перед многотысячной публикой на фестивале «Splash! in Russia», а его команду группа K.I.Z. приглашала отпраздновать Новый год к себе домой, среди его друзей имеется Swift Rock (Battle Squad, чемпионы мира по брэйку ’95—’96) и платиновый продюсер DJ Plattenpapzt, который заодно миксует его микстейпы.

## Дискография

### Студийные альбомы
- 2005 — Русский рэп в тылу врага

### Мини-альбомы
- 2013 — Eto Silno EP
- 2018 — SVD EP
- 2018 — UZI EP

### Микстейпы
- 2006 — Новый русский рэп (Phlatline)
- 2008 — Новый русский рэп 2: Голая правда
- 2009 — Не было печали (совместно с группой New Union)
- 2010 — Новый русский рэп 3: Любимый рэпер твоих любимых рэперов
- 2014 — Не учи отца, и баста
- 2017 — Новый русский рэп 4: Новый Щ.И.Т.

### В составе Naughty North Crew
- 2007 — Naughty North LP
- 2008 — Fetenhitz (Mixtape)

### Синглы
- 2010 — В бронике
- 2010 — DJ / I Love You
- 2019 — Гвоздика

В составе SuperBoyz
- 2013 — GTA
- 2013 — Westside
- 2013 — Бао-Бабы
- 2013 — Тянут леща feat. Рома Жиган
- 2013 — Rock’n’Roll
- В 2015 году принял участие в самом большом треке в русском рэпе[15]

## Видеоклипы
- 2005 — «MegaPussy» (feat. De Maar)
- 2010 — «Дача» (feat. Dzham)
- 2012 — «Eto Silno»
- 2013 — «Любовь (Для чайников)»
- 2014 — «Дети гетто»
- 2015 — «Benz Status» (feat. Icebear Rudik)
- 2017 — «Skilla Kilogramm» (дисс на Billy Milligan; как Ugl33 / Ugly)
- 2017 — DRAGO x NO LIMIT -«ROCK’N’ROLL»
- 2018 — «Alien»

## Награды
- 2003 — победитель 3-го официального баттла hip-hop.ru[2].
- 2004 — гран-при международного фестиваля на конкурсной основе «Кофемолка».